# Isabella Stuart (1676-1681)
Isabella Stuart (Londra, 28 agosto 1676 – Londra, 2 marzo 1681) fu una figlia del duca di York (che salirà al trono con il nome di Giacomo II) e della sua seconda moglie Maria Beatrice d'Este.

## Biografia
Isabella nacque a St. James's Palace a Londra. Fu la seconda figlia di Giacomo e Maria, dopo 11 mesi dalla morte di sua sorella Caterina Laura. Isabella aveva due sorellastre maggiori dal primo matrimonio di suo padre con Anna Hyde: Maria (che salirà al trono come Maria II) e Anna (salirà anche lei al trono e con lei finirà la dinastia degli Stuart). I nonni paterni di Isabella furono Carlo I ed Enrichetta Maria di Francia, quelli materni furono Alfonso IV d'Este e Laura Martinozzi.
Per la maggior parte della sua vita, Isabella fu l'unica figlia della coppia reale e, quindi, quarta in linea di successione al trono (dopo suo padre, Maria ed Anna). Fu retrocessa di un posto nel 1677, alla nascita di suo fratello Carlo, duca di Cambridge; comunque lui morì di vaiolo dopo un mese di vita e lei riconquistò il quarto posto nella linea di successione. Nel 1678 nacque un'altra sorella, Elisabetta, anch'essa morta piccola.

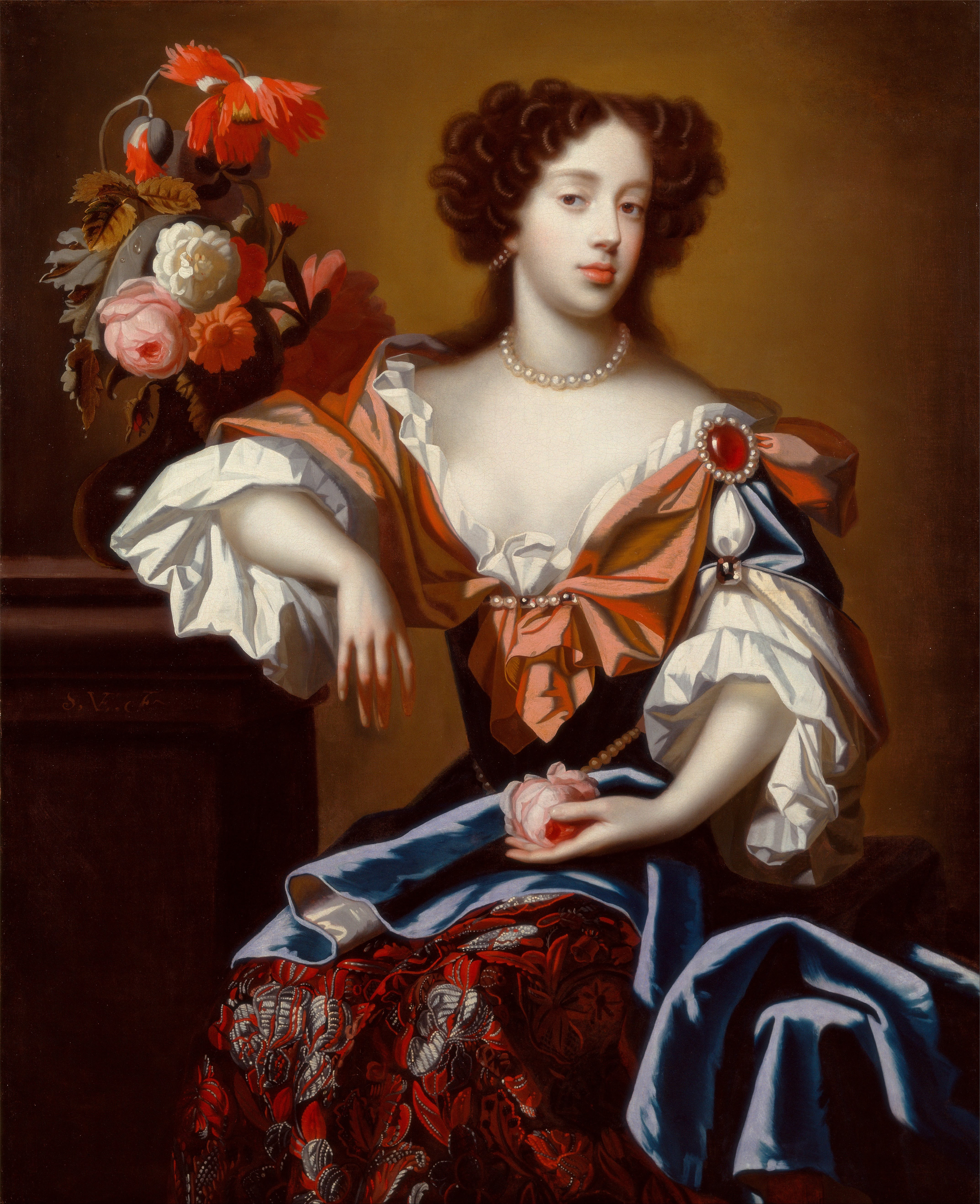
Sua madre Maria Beatrice d'Este.

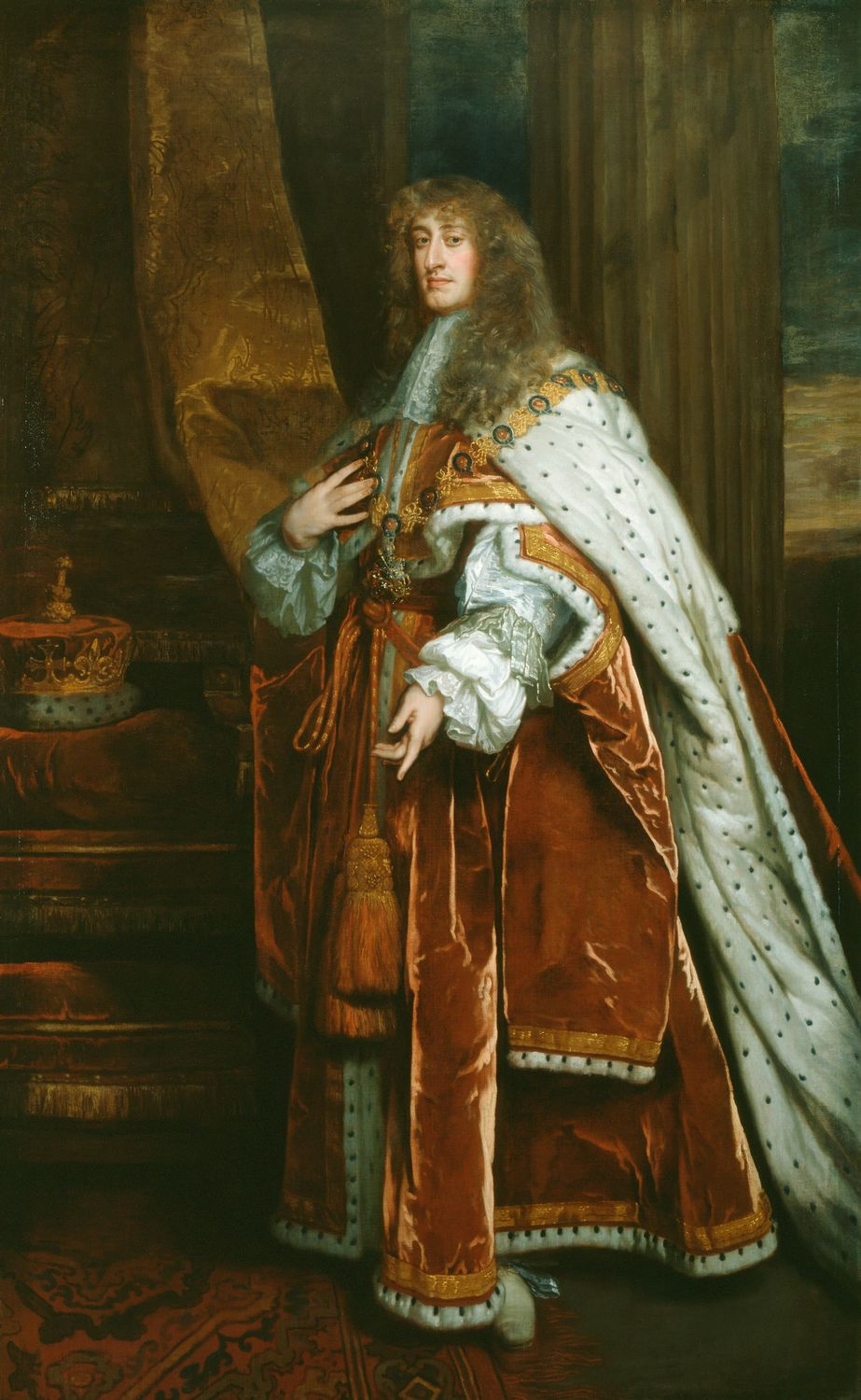
Suo padre Giacomo, duca di York, che diventerà poi re Giacomo II.

Lei ebbe un ritratto dipinto da Sir Peter Lely.
Nel 1678, quando Isabella aveva due anni, il Complotto Papista portò all'esilio dei suoi genitori a Bruxelles, dove rimasero con Maria. La coppia reale era accompagnata da Isabella e Anna.
La notizia che suo zio, re Carlo II, era malato, spinse la famiglia a tornare urgentemente in Inghilterra. Temevano che il figlio illegittimo del re James Scott, primo duca di Monmouth avrebbe potuto usurpare la corona se alla morte di Carlo loro fossero stati assenti. James aveva il sostegno degli esclusionisti, che detenevano la maggioranza nella Camera dei Comuni d'Inghilterra. Carlo rimase in vita ma, sentendo che la famiglia era tornata a corte troppo presto, li mandò ad Edimburgo, dove rimasero ad Holyrood Palace per i successivi tre anni, invece, Anna e Isabella rimasero a Londra per ordine del monarca. La coppia fu richiamata a Londra durante il mese di febbraio del 1680, per poi dover tornare ad Edimburgo in autunno perché Giacomo fu nominato Commissario del Re in Scozia. La separazione da Isabella fece cadere sua madre in uno stato di tristezza.

### Morte
Isabella, finora l'unica figlia di Maria a sopravvivere all'infanzia morì per cause naturali il 2 marzo del 1681 all'età di 4 anni e 6 mesi, a St. James's Palace, il suo luogo di nascita. Fu sepolta nell'Abbazia di Westminster il 4 marzo come "Lady Isabella, figlia del Duca di York".
La morte di isabella fece sprofondare Maria Beatrice d'Este in una mania religiosa, preoccupando il medico. Nello stesso momento in cui arrivò la notizia della morte di Isabella ad Holyrood, sua nonna materna Laura Martinozzi venne falsamente accusata di aver offerto 10.000£ per l'omicidio del re. L'accusatore fu giustiziato per ordine del re.
Quattro anni dopo la morte di Isabella, suo padre diventò re di Inghilterra.

## Ascendenza
|                             |                    |                            | Genitori                     |  |  | Nonni |  |  | Bisnonni                |  |  | Trisnonni     |  |
|                             |                    |                            |                              |  |  |       |  |  | Giacomo I d'Inghilterra |  |  | Enrico Stuart |  |
|                             |                    |                            |                              |  |  |       |  |  | Giacomo I d'Inghilterra |  |  | Enrico Stuart |  |
|                             |                    | Maria di Scozia            |                              |  |  |       |  |  | Giacomo I d'Inghilterra |  |  |               |  |
| Carlo I d'Inghilterra       |                    |                            |                              |  |  |       |  |  | Giacomo I d'Inghilterra |  |  |               |  |
|                             |                    | Anna di Danimarca          | Federico II di Danimarca     |  |  |       |  |  |                         |  |  |               |  |
|                             |                    | Anna di Danimarca          | Federico II di Danimarca     |  |  |       |  |  |                         |  |  |               |  |
|                             |                    | Anna di Danimarca          | Sofia di Meclemburgo-Güstrow |  |  |       |  |  |                         |  |  |               |  |
| Giacomo, duca di York       |                    | Anna di Danimarca          |                              |  |  |       |  |  |                         |  |  |               |  |
|                             |                    | Enrico IV di Francia       | Antonio di Borbone           |  |  |       |  |  |                         |  |  |               |  |
|                             |                    | Enrico IV di Francia       | Antonio di Borbone           |  |  |       |  |  |                         |  |  |               |  |
|                             |                    | Enrico IV di Francia       | Giovanna III di Navarra      |  |  |       |  |  |                         |  |  |               |  |
| Enrichetta Maria di Francia |                    | Enrico IV di Francia       |                              |  |  |       |  |  |                         |  |  |               |  |
|                             |                    | Maria de' Medici           | Francesco I de' Medici       |  |  |       |  |  |                         |  |  |               |  |
|                             |                    | Maria de' Medici           | Francesco I de' Medici       |  |  |       |  |  |                         |  |  |               |  |
|                             |                    | Maria de' Medici           | Giovanna d'Austria           |  |  |       |  |  |                         |  |  |               |  |
| Isabella Stuart             |                    | Maria de' Medici           |                              |  |  |       |  |  |                         |  |  |               |  |
|                             | Francesco I d'Este | Alfonso III d'Este         |                              |  |  |       |  |  |                         |  |  |               |  |
|                             | Francesco I d'Este | Alfonso III d'Este         |                              |  |  |       |  |  |                         |  |  |               |  |
|                             | Francesco I d'Este | Isabella di Savoia         |                              |  |  |       |  |  |                         |  |  |               |  |
| Alfonso IV d'Este           | Francesco I d'Este |                            |                              |  |  |       |  |  |                         |  |  |               |  |
|                             |                    | Maria Farnese              | Ranuccio I Farnese           |  |  |       |  |  |                         |  |  |               |  |
|                             |                    | Maria Farnese              | Ranuccio I Farnese           |  |  |       |  |  |                         |  |  |               |  |
|                             |                    | Maria Farnese              | Margherita Aldobrandini      |  |  |       |  |  |                         |  |  |               |  |
| Maria Beatrice d'Este       |                    | Maria Farnese              |                              |  |  |       |  |  |                         |  |  |               |  |
|                             |                    | Girolamo Martinozzi        | Vincenzo Martinozzi          |  |  |       |  |  |                         |  |  |               |  |
|                             |                    | Girolamo Martinozzi        | Vincenzo Martinozzi          |  |  |       |  |  |                         |  |  |               |  |
|                             |                    | Girolamo Martinozzi        | Margherita Marcolini         |  |  |       |  |  |                         |  |  |               |  |
| Laura Martinozzi            |                    | Girolamo Martinozzi        |                              |  |  |       |  |  |                         |  |  |               |  |
|                             |                    | Laura Margherita Mazzarino | Pietro Mazzarino             |  |  |       |  |  |                         |  |  |               |  |
|                             |                    | Laura Margherita Mazzarino | Pietro Mazzarino             |  |  |       |  |  |                         |  |  |               |  |
|                             |                    | Laura Margherita Mazzarino | Ortensia Buffalini           |  |  |       |  |  |                         |  |  |               |  |
|                             |                    | Laura Margherita Mazzarino |                              |  |  |       |  |  |                         |  |  |               |  |